# State of Origin 1995
Die State of Origin Series 1995 waren die 16. Ausgabe des Rugby-League-Turniers State of Origin. Es bestand aus drei Spielen, die zwischen dem 15. Mai und dem 12. Juni stattfanden. Queensland gewann die Series 3-0.

## Spiel 1
| 15. Mai | New South Wales Blues | 0 : 2         | Queensland Maroons       | Sydney Football Stadium, Sydney Zuschauer: 39.184 Schiedsrichter: Eddie Ward |
| 15. Mai |                       | (0:2) Bericht | Straftritte: Bartrim (1) | Sydney Football Stadium, Sydney Zuschauer: 39.184 Schiedsrichter: Eddie Ward |

| 1                  | Tim Brasher     |
| 2                  | Rod Wishart     |
| 3                  | Terry Hill      |
| 4                  | Paul McGregor   |
| 5                  | Craig Hancock   |
| 6                  | Matthew Johns   |
| 7                  | Andrew Johns    |
| 8                  | Paul Harragon   |
| 9                  | Jim Serdaris    |
| 10                 | Mark Carroll    |
| 11                 | Steve Menzies   |
| 12                 | Brad Mackay     |
| 13                 | Brad Fittler    |
| Auswechselspieler: |                 |
| 14                 | Greg Florimo    |
| 15                 | David Fairleigh |
| 16                 | Matt Seers      |
| 17                 | Adam Muir       |

| 1                  | Robbie O’Davis     |
| 2                  | Brett Dallas       |
| 3                  | Mark Coyne         |
| 4                  | Danny Moore        |
| 5                  | Matt Sing          |
| 6                  | Dale Shearer       |
| 7                  | Adrian Lam         |
| 8                  | Gavin Allen        |
| 9                  | Wayne Bartrim      |
| 10                 | Tony Hearn         |
| 11                 | Trevor Gillmeister |
| 12                 | Gary Larson        |
| 13                 | Billy Moore        |
| Auswechselspieler: |                    |
| 14                 | Terry Cook         |
| 15                 | Ben Ikin           |
| 16                 | Mark Hohn          |
| 17                 | Craig Teevan       |

## Spiel 2
| 31. Mai | New South Wales Blues                                 | 12 : 20       | Queensland Maroons                                                                | Melbourne Cricket Ground, Melbourne Zuschauer: 52.994 Schiedsrichter: Eddie Ward |
| 31. Mai | Versuche: Rodwell, Serdaris Erhöhungen: Wishart (2/2) | (2:8) Bericht | Versuche: Coyne, Dallas, Lam Erhöhungen: Bartrim (3/3) Straftritte: Bartrim (1/1) | Melbourne Cricket Ground, Melbourne Zuschauer: 52.994 Schiedsrichter: Eddie Ward |

| 1                  | Tim Brasher     |
| 2                  | John Hopoate    |
| 3                  | Terry Hill      |
| 4                  | Paul McGregor   |
| 5                  | Rod Wishart     |
| 6                  | Brad Fittler    |
| 7                  | Andrew Johns    |
| 8                  | Paul Harragon   |
| 9                  | Jim Serdaris    |
| 10                 | David Barnhill  |
| 11                 | Dean Pay        |
| 12                 | Brad Mackay     |
| 13                 | Greg Florimo    |
| Auswechselspieler: |                 |
| 14                 | Steve Menzies   |
| 15                 | Brett Rodwell   |
| 16                 | Adam Muir       |
| 17                 | David Fairleigh |

| 1                  | Robbie O’Davis     |
| 2                  | Matt Sing          |
| 3                  | Mark Coyne         |
| 4                  | Danny Moore        |
| 5                  | Brett Dallas       |
| 6                  | Jason Smith        |
| 7                  | Adrian Lam         |
| 8                  | Gavin Allen        |
| 9                  | Wayne Bartrim      |
| 10                 | Tony Hearn         |
| 11                 | Gary Larson        |
| 12                 | Trevor Gillmeister |
| 13                 | Billy Moore        |
| Auswechselspieler: |                    |
| 14                 | Terry Cook         |
| 15                 | Mark Hohn          |
| 16                 | Ben Ikin           |
| 17                 | Craig Teevan       |

## Spiel 3
| 12. Juni | Queensland Maroons                                             | 24 : 16         | New South Wales Blues                                      | Suncorp Stadium, Brisbane Zuschauer: 40.189 Schiedsrichter: David Manson |
| 12. Juni | Versuche: Dallas, Ikin, Moore, Smith Erhöhungen: Bartrim (4/4) | (12:10) Bericht | Versuche: Brasher, Muir, Wishart Erhöhungen: Wishart (2/3) | Suncorp Stadium, Brisbane Zuschauer: 40.189 Schiedsrichter: David Manson |

| 1                  | Robbie O’Davis     |
| 2                  | Brett Dallas       |
| 3                  | Mark Coyne         |
| 4                  | Danny Moore        |
| 5                  | Matt Sing          |
| 6                  | Jason Smith        |
| 7                  | Adrian Lam         |
| 8                  | Gavin Allen        |
| 9                  | Wayne Bartrim      |
| 10                 | Tony Hearn         |
| 11                 | Trevor Gillmeister |
| 12                 | Gary Larson        |
| 13                 | Billy Moore        |
| Auswechselspieler: |                    |
| 14                 | Mark Hohn          |
| 15                 | Ben Ikin           |
| 16                 | Terry Cook         |
| 17                 | Craig Teevan       |

| 1                  | Tim Brasher     |
| 2                  | Rod Wishart     |
| 3                  | Terry Hill      |
| 4                  | Paul McGregor   |
| 5                  | David Hall      |
| 6                  | Matthew Johns   |
| 7                  | Geoff Toovey    |
| 8                  | Paul Harragon   |
| 9                  | Jim Serdaris    |
| 10                 | Mark Carroll    |
| 11                 | Steve Menzies   |
| 12                 | Adam Muir       |
| 13                 | Brad Fittler    |
| Auswechselspieler: |                 |
| 14                 | David Barnhill  |
| 15                 | Greg Florimo    |
| 16                 | Matt Seers      |
| 17                 | David Fairleigh |

## Man of the Match
| Spiel | Man of the Match |
| ----- | ---------------- |
| 1     | Gary Larson      |
| 2     | Jason Smith      |
| 3     | Adrian Lam       |